# Wahlen 1987
◄◄ | ◄ | 1983 | 1984 | 1985 | 1986 | Wahlen 1987 | 1988 | 1989 | 1990 | 1991 | ► | ►►

Weitere Ereignisse
Die Liste der Wahlen 1987 umfasst Parlamentswahlen, Präsidentschaftswahlen, Referenden und sonstige Abstimmungen auf nationaler und subnationaler Ebene, die im Jahr 1987 weltweit abgehalten wurden.

## Afrika
- Parlamentswahl in Ägypten 1987
- Verfassungsreferendum in Äthiopien 1987
- Parlamentswahl in Äthiopien 1987
- Parlamentswahlen in Gambia 1987
- Präsidentschaftswahl in Gambia 1987
- Nationalcharta-Referendum in Niger 1987
- Parlamentswahl in Südafrika 1987
- Parlamentswahl in Swasiland 1987

## Amerika
- Gouverneurswahlen in den Vereinigten Staaten 1987
- Parlamentswahl in Grönland 1987

## Asien
- Volksabstimmung in der Türkei 1987
- Parlamentswahl in der Türkei 1987
- Präsidentschaftswahl in Indien 1987

## Europa

### Dänemark
- Am 8. September die Folketingswahl 1987

### Deutschland
Im Jahr 1987 fand die Wahl des Deutschen Bundestages statt:
- Am 25. Januar: Bundestagswahl 1987

Außerdem fanden folgende Landtagswahlen statt:
- Am 17. Mai in Hamburg: Bürgerschaftswahl in Hamburg 1987
- Am 17. Mai in Rheinland-Pfalz: Landtagswahl in Rheinland-Pfalz 1987
- Am 5. April in Hessen: Landtagswahl in Hessen 1987
- Am 13. April in Bremen: Bürgerschaftswahl in Bremen 1987
- Am 13. September in Schleswig-Holstein: Landtagswahl in Schleswig-Holstein 1987

### Finnland
- Parlamentswahl in Finnland 1987

### Irland
- Wahlen zum Dáil Éireann 1987

### Italien
- Parlamentswahlen in Italien 1987

### Österreich
- Am 4. Oktober 1987 die Landtagswahl im Burgenland 1987
- Am 8. November 1987 die Landtags- und Gemeinderatswahl in Wien 1987

### Polen
Im November 1987 führte die Regierung in der Volksrepublik Polen die erste Volksabstimmung nach über 40 Jahren durch. Sie erlitt eine klare Niederlage. Zuvor hatte Staatspräsident Zbigniew Messner im Auftrag von General Jaruzelski Wirtschaftsreformen eingeleitet; diese schlugen komplett fehl (siehe Geschichte Polens#Jaruzelski und Kriegsrecht).

### Portugal
- Parlamentswahl in Portugal 1987

### Schweiz
- Bundesratswahl 1987

### Vereinigtes Königreich
- Britische Unterhauswahlen 1987